# Saxifraga ferdinandi-coburgi
Saxifraga ferdinandi-coburgi är en stenbräckeväxtart som beskrevs av J. Kellerer, Sünd.. Saxifraga ferdinandi-coburgi ingår i Bräckesläktet som ingår i familjen stenbräckeväxter. Inga underarter finns listade i Catalogue of Life.

## Bildgalleri

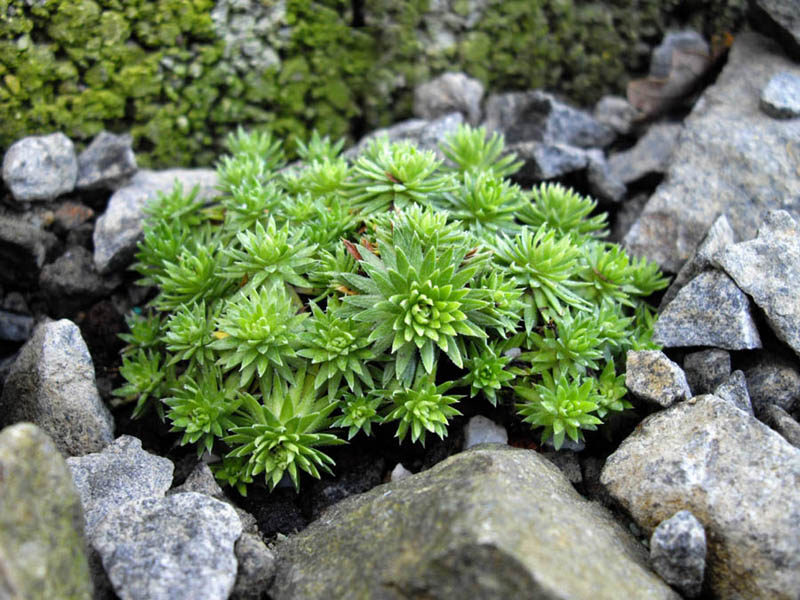
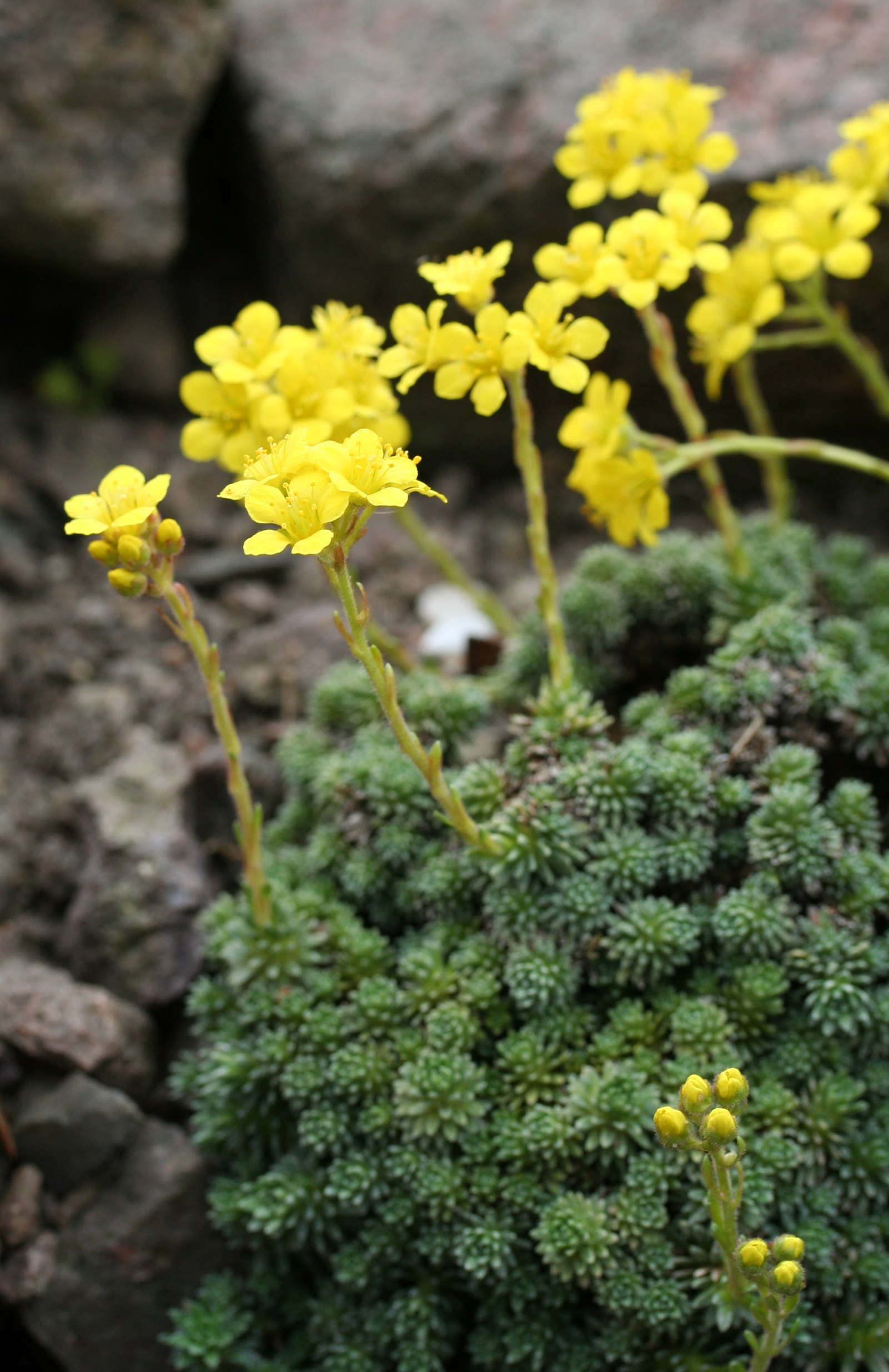
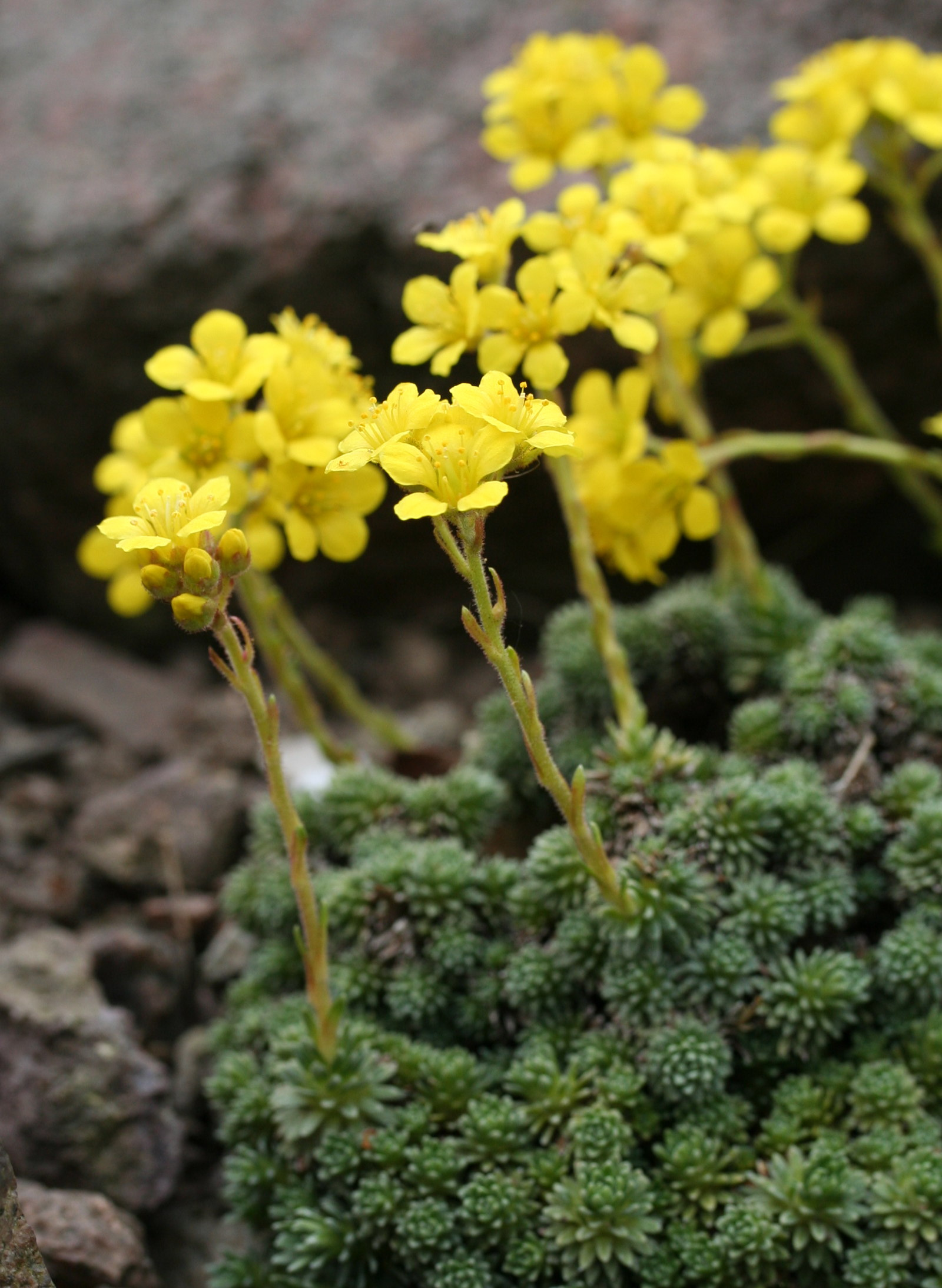
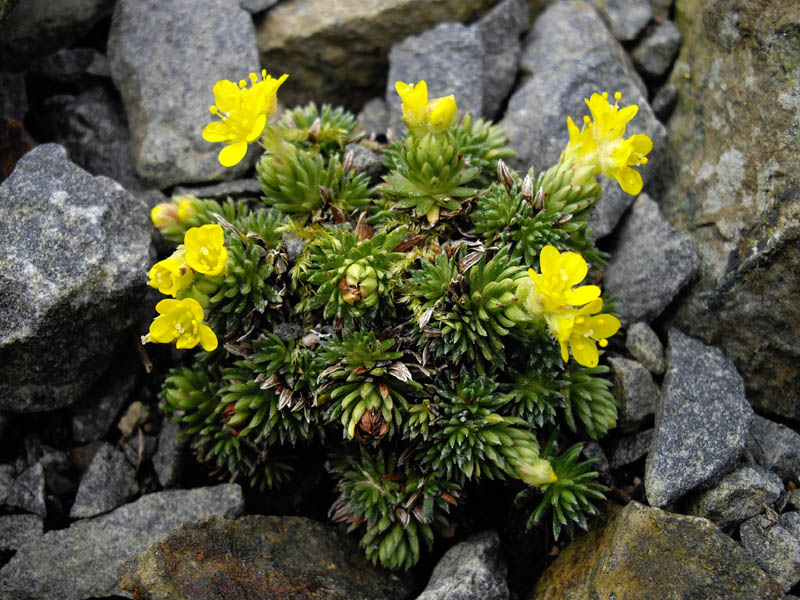
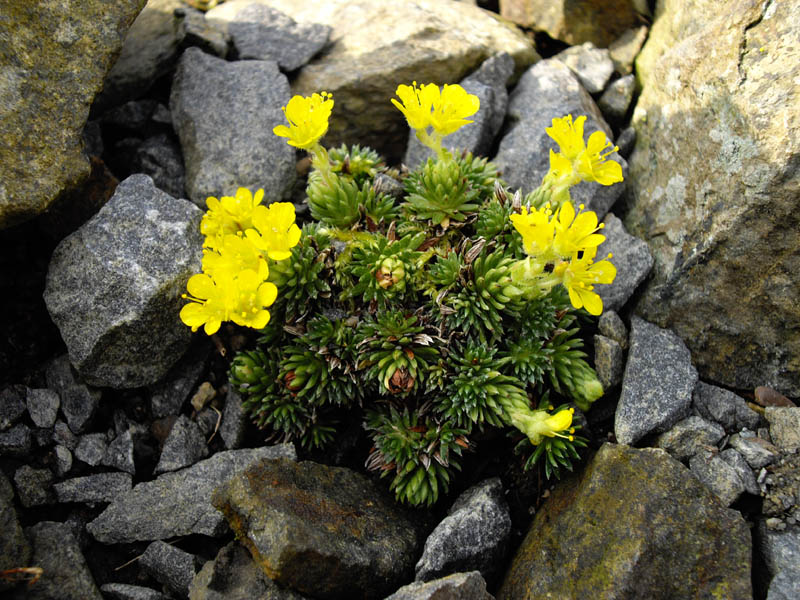
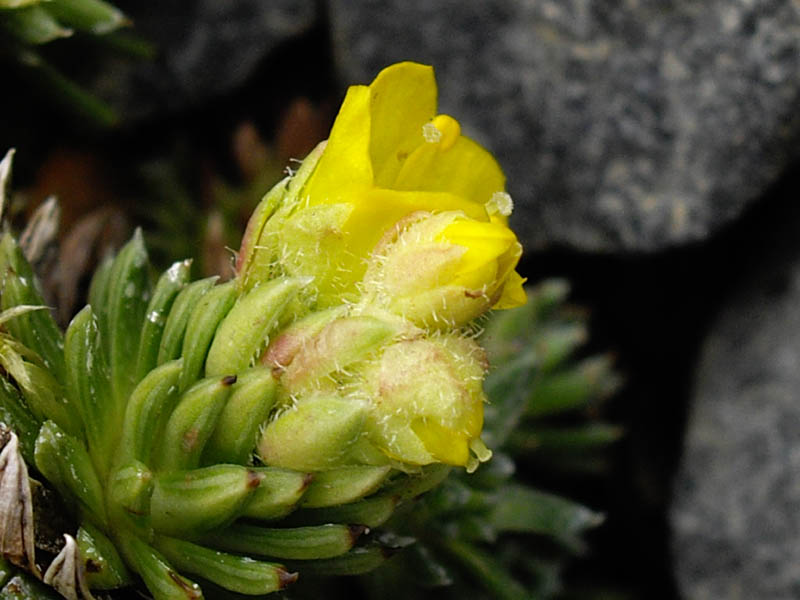